# Scaphoideus menius
Scaphoideus menius är en insektsart som beskrevs av Rauno E. Linnavuori 1969. Scaphoideus menius ingår i släktet Scaphoideus och familjen dvärgstritar. Inga underarter finns listade i Catalogue of Life.